# 보리스 샤포시니코프
보리스 미하일로비치 샤포시니코프(러시아어: Борис Михайлович Шапошников, 1882년 10월 2일 ~ 1945년 3월 26일)는 소련의 군인이다.

## 생애
우랄산맥 근처의 첼랴빈스크주에서 태어났다. 1901년 러시아 제국군에 입대하였고, 1910년 총참모부 아카데미를 졸업하였다. 제1차 세계 대전에 러시아 제국군의 장교로 참전하였고, 대령까지 진급했다. 1917년 10월 혁명이 일어나자 그는 대령 계급자 가운데 이례적으로 이를 지지하고 붉은 군대에 참여하였다.
이후 소련 육군 고급공수지휘학교를 거쳐 소련 합동군사참모대학교를 졸업한 그는 1928년 투하체프스키를 이어 소련군 총참모장에 올랐다. 그는 소련 군사정보국 정보차장보 직위를 잠시 지낸 것 이외에는 정치에 별로 관심이 없었기 때문에, 스탈린의 의심을 받지 않았고, 1938년에 붉은 군대의 고위 장교들이 다수 체포 처형되었던 대숙청도 무사히 넘겼다.
스탈린은 샤포시니코프를 매우 신임했고, 그의 저서인 《군의 두뇌》(Мозг армии)를 항상 자기 책상에 놓고 있었다. 1940년 샤포시니코프는 원수로 승진해서 다시 한번 총참모장 자리를 맡았다. 이후 겨울전쟁의 참패로 사임했지만, 1941년 바르바로사 작전 이후, 주코프가 레닌그라드 방면으로 전출되자 그를 이어 세 번째로 총참모장을 맡았다. 1942년 건강 문제 때문에 사임하고, 작전 지도에서 은퇴 후 참모학교의 교장을 지냈다. 2차 대전이 아직 종전되기 전이던 1945년 1월 23일을 기하여 소련 육군 원수 계급으로 예편하였고 두 달 후 병사하였다.
| 전임 미하일 투하쳅스키 | 제5대 노농적군 참모장 1928년 5월 ~ 1931년 4월 | 후임 블라디미르 트리안다필로프 |

| 전임 알렉산드르 예고로프 | 제2대 노농적군 총참모장 1937년 5월 10일 ~ 1940년 8월 | 후임 키릴 메레츠코프 |

| 전임 게오르기 주코프 | 제5대 노농적군 총참모장 1941년 7월 29일 ~ 1941년 1월 | 후임 알렉산드르 바실렙스키 |